# Kings of the Sun
Kings of the Sun är ett australiskt rockband, bildat av bröderna Jeff Hoad och Cliff Hoad. Kings of the Sun agerade bland annat förband åt Kiss på deras Crazy Nights-turné i Europa 1988. Kings of the Sun släppte tre skivor: Kings of the Sun, Full Frontal Attack samt Resurrection. Bandet fick sin största hit i hemlandet med debutsingeln Bottom of My Heart, som nådde topp 20-listan i Australien. Ryktet säger att erbjudandet att agera förband åt Kiss kom efter att Gene Simmons sett videon till bandets andra singel, Black Leather.
Bandet splittrades i slutet av 1990-talet. Jeff Hoads utmanande personlighet ledde ofta till konflikter, och han hamnade bland annat i bråk med Guns 'n Roses då Kings of the Sun agerade förband åt dessa 1989.
Bröderna Hoad återvände till musikbranschen 2003 med bandet The Rich and Famous som producerat tre album, The Rich and Famous, Like a Superstar och Stand Back. Medan The Rich and Famous var av ganska experimentell karaktär har bröderna med de två senaste albumen återgått till rock'n'roll inspirerad av AC/DC, Rose Tattoo med flera.
2010 åtalades Jeff Hoad för odling av marijuana och fick villkorligt fängelse. Samma år släppte Cliff Hoad Kings of the Suns demoinspelningar från 1996 som ett album 'Daddy was a Hobo Man'.
Bröderna Hoad fortsätter inte längre tillsammans. 2012 konstaterade Jeff Hoad till sin bror Cliff Hoad att han aldrig mer skulle framträda med honom. I mars 2013 spelade Cliff Hoad in ett nytt album med nya bandmedlemmar, bland annat gitarristen Quentin Elliott som har spelat med bröderna Hoad sedan 2001. Cliff Hoad har ännu inte bestämt namn för hans nya band som preliminärt kallades för Kings of the Sun. Jeff Hoad godkände inte att Cliff Hoad skulle fortsätta under det namnet.